# 5148 Giordano
Giordano (asteróide 5148) é um asteróide da cintura principal, a 2,6996364 UA. Possui uma excentricidade de 0,1361785 e um período orbital de 2 017,96 dias (5,53 anos).
Giordano tem uma velocidade orbital média de 16,84814627 km/s e uma inclinação de 1,13391º.
Este asteróide foi descoberto em 17 de Outubro de 1960 por Cornelis van Houten, Tom Gehrels.